# راجر لیندون

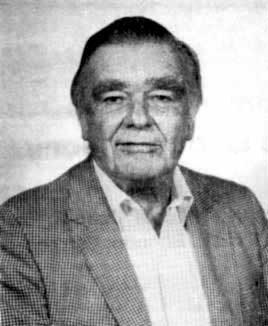
نگارهٔ راجر کاننت لیندون، ریاضی‌دان اهل آمریکا

راجر کاننت لیندون (به انگلیسی: Roger Conant Lyndon) (زادهٔ ۱۸ دسامبر ۱۹۱۷ در کلی، مین-درگذشتهٔ ۸ ژوئن ۱۹۸۸ در میشیگان) ریاضی‌دان اهل آمریکا بود. 

## زندگی و کارنامه
وی که در آغاز آهنگ تحصیل ادبیات داشت، سپس به ریاضیات گرایش پیدا کرد و دوره کارشناسی را در دانشگاه هاروارد به پایان برد. پس از آن به کار در بانک پرداخت ولی به زودی دوباره برای ادامه تحصیل به هاروارد بازگشت و در سال ۱۹۴۱ درجه کارشناسی ارشد و در ۱۹۴۶ درجه دکتری را به سرپرستی ساندرز مک لین به دست آورد. 
زمینه پژوهشی لیندون نظریه گروهها و نظریه‌های همولوژی و کوهمولوژی بود. وی در رساله دکتریش به کوهمولوژی گروه‌ها پرداخت و نتایجی که از این رساله به دست آمد، کوهمولوژی یک گروه را به کوهمولوژی زیرگروههای نرمال و گروه‌های خارج قسمتی آن مربوط کرد. وی همچنین به منطق ریاضی پرداخت و در اینحا قضیه نامبردار به قضیه لیندون-کرگ را به اثبات رساند. افزون بر این شاخه ها، لیندون همچنین به کار در نظریه ترکیبیاتی گروه‌ها نیز سرگرم بود. 